# Restless Heart
Restless Heart (Corazón inquieto) es el décimo álbum de estudio grabado por la banda de hard rock británica Whitesnake y publicado el 5 de junio de 1997. Este fue su primer álbum de estudio desde 1989, con Slip of the Tongue. 
El CD sigue estando inédito en los Estados Unidos, donde es un material relativamente desconocido. El holandés Adrian Vandenberg es el único músico conocido con la agrupación en este álbum, junto con su líder Coverdale. 
Este disco originalmente iba a ser un álbum de David Coverdale en solitario, pero la presión ejercida por la compañía discográfica lo obligó a publicarlo bajo el nombre de Whitesnake.
El álbum llegó al número 34 en el UK Albums Chart A pesar de ello, es uno de los discos de la banda más subvalorados por parte del público y la crítica.

Whitesnake no volvería a grabar un álbum de estudio hasta 2007, con "Good to Be Bad".

## Lista de canciones
Todas las canciones escritas por David Coverdale & Adrian Vandenberg excepto donde se indica.
1. "Don't Fade Away" – 5:02
2. "All In the Name of Love" – 4:43
3. "Restless Heart" – 4:51
4. "Too Many Tears" – 5:45
5. "Crying" – 5:35
6. "Stay with Me" (Jerry Ragovoy & George David Weiss) – 4:10
7. "Can't Go On" – 4:28
8. "You're So Fine" – 5:11
9. "Your Precious Love" – 4:35
10. "Take Me Back Again" – 6:03
11. "Woman Trouble Blues" – 5:37

Track 6 originalmente grabado por Lorraine Ellison.

### Pistas adicionales
Una versión para Japón (EMI TOCP-50090) incluye:
1. "Anything You Want" – 4:11
2. "Can't Stop Now" – 3:27
3. "Oi" (Instrumental) (Denny Carmassi, Coverdale & Vandenberg) – 3:47

## Personal
- David Coverdale – vocalista
- Adrian Vandenberg – guitarras
- Brett Tuggle – teclados y  coros
- Guy Pratt – bajo
- Denny Carmassi – batería y  percusión

- Tommy Funderburk – coros
- Beth Anderson – coros
- Maxine Waters – coros
- Elk Thunder – armónica

### Producción
- Mezcla – Mike Shipley
- Ingeniero – Bjorn Thorsrud